# Sveti Nikola, Dobrici
Sveti Nikola (în bulgară Свети Никола, în română Sfântu Nicolae) este un sat în comuna Kavarna, regiunea Dobrici, Dobrogea de Sud, Bulgaria. 
Între anii 1913-1940 a făcut parte din plasa Balcic a județului Caliacra, România. Lângă localitate a mai existat o așezare (azi dispărută) numită Surtuchioi în timpul administrației românești și Nanevo în bulgară.

## Demografie
Componența etnică a satului Sveti Nikola
     Turci (4,32%)
     Bulgari (92,3%)
     Romi (2,88%)
     Nicio identificare (0,48%)
La recensământul din 2011, populația satului Sveti Nikola era de 208 locuitori. Din punct de vedere etnic, majoritatea locuitorilor (92,3%) erau bulgari, existând și minorități de turci (4,32%) și romi (2,88%). Pentru 0,48% din locuitori nu este cunoscută apartenența etnică.